# 光の気配
『光の気配』（ひかりのけはい）は、KinKi Kidsによる41枚目のCDシングル。2019年12月4日にジャニーズ・エンタテイメント・レコードから発売。

## 解説
2019年第1弾シングル。前作『会いたい、会いたい、会えない。』から約1年ぶりの発売となる。初回限定盤A、初回限定盤B、通常盤の3種類で発売が予定されており、本題（光の気配）を除けば、収録曲がすべて異なる。初回限定盤Ａと初回限定盤Bにはバージョンの違うミュージックビデオが収録されており、初回限定盤Aは約9年ぶりとなるロケを敢行し、海辺や浜辺で撮影を行った「HIKARI Ver.」、初回限定盤Bはスタジオに壮大なセットを組んで、これまで歩んできた道、そしてこれから歩もうとする道を幻想的に表現した「KEHAI Ver.」となっている。なお、先着購入特典としてすべての種類のシングルにクリアファイルが配布された。
作詞はKinKi Kidsとは同世代となる声優の坂本真綾が担当。シンプルなオケと歌のみで構成されたバラードに仕上がっており、現在のKinKi Kidsでなければ表現できない曲になっているという。

## チャート成績
初週17.2万枚を売り上げ、12月16日付オリコン週間シングルランキングで初登場1位を獲得。デビューからのシングル連続1位獲得作品数を41作連続に更新した。

## 収録曲

### 初回盤A

#### CD
1. 光の気配
（作詞：坂本真綾 / 作曲：川口進、Louise Frick Sveen、Xisco / 編曲：安部潤  / コーラスアレンジ：佐々木久美）
出版社：ブライト・ノート・ミュージック&REACTIVE SONGS INTERNATIONAL AB（サブ出版社：ブライト・ノート・ミュージック&日音 Synch事業部）
2. 光の気配 -Backing Track-

#### DVD
1. 「光の気配」  - Music Clip HIKARI Ver. & Making -

### 初回盤B

#### CD
1. 光の気配
2. チラナイハナ
（作詞：岩里祐穂 / 作曲：馬飼野康二 / 編曲：船山基紀）
出版社：ブライト・ノート・ミュージック

#### DVD
1. 「光の気配」 - Music Clip KEHAI Ver. & Making -

### 通常盤（CDのみ）
1. 光の気配
2. 杪夏
（作詞・作曲：マシコタツロウ / 編曲：sugarbeans / コーラスアレンジ：伊沢麻未）
出版社：ブライト・ノート・ミュージック
3. Tuning
（作詞・作曲：森大輔、岡田健次良 / 編曲：Ikuta Machine  / コーラスアレンジ：森大輔）
出版社：ブライト・ノート・ミュージック

## 収録アルバム
- 光の気配
  - O album
- チラナイハナ

（アルバム未収録）
- 杪夏

（アルバム未収録）
- Tuning

（アルバム未収録）

## 映像作品
- 光の気配
  - KinKi Kids Concert Tour 2019-2020 ThanKs 2 YOU
  - KinKi Kids O正月コンサート2021
  - P album（初回盤B）
- 秒夏
  - P album（初回盤B）